# Цинчуань
Цинчуа́нь (кит. упр. 青川, пиньинь Qīngchuān) — уезд городского округа Гуанъюань провинции Сычуань (КНР).

## История
При империи Западная Вэй в этих местах был образован уезд Мапань (马盘县). При империи Тан в 742 году он был переименован в Цинчуань. При империи Цин уезд был ликвидирован.
Уезд Цинчуань был создан вновь в 1935 году. В 1953 году уезд перешёл в подчинение Специального района Мяньян (绵阳专区). В 1970 году Специальный район Мяньян стал Округом Мяньян (绵阳地区).
В 1985 году постановлением Госсовета КНР был образован городской округ Гуанъюань, и уезд Цинчуань был передан в его состав.

## Административное деление
Уезд Цинчуань делится на 11 посёлков, 23 волостей и 2 национальные волости.